# Granatellus
A Granatellus  a madarak osztályának verébalakúak (Passeriformes) rendjébe és a kardinálispintyfélék (Cardinalidae) családjába tartozó nem.

## Rendszerezésük
A nemet Charles Lucien Jules Laurent Bonaparte francia ornitológus írta le 1850-ben, az alábbi fajok tartoznak ide:
- Granatellus pelzelni
- Granatellus venustus
- Granatellus sallaei